# Rødnæbbet vimpelhale
Rødnæbbet vimpelhale (Trochilus polytmus) er en kolibriart, der lever på Jamaica - det er øens nationalfugl.